# Neolophonotus amazanenes
Neolophonotus amazanenes är en tvåvingeart som först beskrevs av Walker 1849.  Neolophonotus amazanenes ingår i släktet Neolophonotus och familjen rovflugor. Inga underarter finns listade i Catalogue of Life.